# Matthieu Laurette
Pour les articles homonymes, voir Laurette.
 (mars 2012).
Matthieu Laurette, né le 24 août 1970 à Villeneuve-Saint-Georges, est un artiste multimédia français qui utilise les médias de masse et l'industrie du divertissement comme lieu et outil de production de son travail. Il vit entre Paris, Amsterdam, Bogota, Rio de Janeiro et New York. En 2003 il obtient le prix Ricard.

## Biographie
Matthieu Laurette est né en 1970 à Villeneuve-Saint-Georges. Il a étudié à l'École régionale des beaux-arts de Rennes de 1989 à 1992 puis à l'École supérieure d'art de Grenoble entre 1992 et 1995. En 1997, cet artiste dont les « installations » allient la vidéo et l'informatique, décide de manger gratuitement, mettant en avant les « 100 % remboursé », « premier achat remboursé », « satisfait ou remboursé ». Il a enseigné comme artiste invité et professeur dans plusieurs écoles et universités (San Francisco Art Institute, San Francisco ; École Städel, Francfort-sur-le-Main ; École cantonale d'art de Lausanne, Lausanne ; Design Academy, Eindhoven; École nationale supérieure des beaux-arts, Paris ; Universitat Internacional de Catalunya, Barcelona ; Edinburgh College of Art, Edinburgh ; École supérieure d'art visuel, Genève; École Supérieure d'Art et Design, Valenciennes; HISK, Gand ; de ateliers, Amsterdam...). Il était depuis 2011 professeur à l'Institut supérieur des Beaux-Arts de Besançon/Franche-Comté.
Son travail a été montré dans des lieux tels que le Musée Guggenheim SoHo, New York (1998), l'Institute of Contemporary Arts, Londres (1999 et 2003), la 49e Biennale de Venise (2001), le Castello di Rivoli, Turin (2001), les Deichtorhallen (en), Hambourg (2002), l'Artsonje Center (en), Séoul (2002), le Palais de Tokyo, Paris (2003 et 2006), la Biennale de Pontevedra (2004), le P.S. 1 Contemporary Art Center / MoMA, NY (2005), Stedelijk Museum, Amsterdam (2005), la Galerie Yvon Lambert, Paris (2005), Kunsthalle & Kunstforum, Vienne (2005), le Musée d'Art contemporain d'Australie (2006), le MNAM-Centre Pompidou, Paris, (1997, 2000, 2004, 2007 & 2009), ; Z33, Hasselt (2012); Mac/Val - Musée d'art contemporain du Val de Marne, Vitry-sur Seine (2012, 2015, 2016, 2019); Museo La Tertulia, Cali (2013); Parallel, Oaxaca (2014); Musée Van Abbe, Eindhoven (2015); FRAC Haute-Normandie, Rouen (2016); Museo Experimental El Eco, Mexico D.F (2016), IVAM, Valencia (2017); MRAC Occitanie, Sérignan (2018); Solar dos Abacaxis, Rio de Janeiro (2018) et CN D Centre National de la Danse, Pantin (2019).
En 2003 le Prix Fondation d'entreprise Ricard lui a été décerné.

## Œuvre
Parmi ses œuvres figurent : Apparitions (1993-en cours), Money-back Products (Produits remboursés) (1991-2001), Citizenship Project (1996-en cours), El Gran Trueque (2000) et Déjà vu, The International Look-alike Convention (2000-en cours).
En 2001, invité par Harald Szeemann, commissaire de la 49e Biennale de Venise, il présente Moneyback Life!, une grande installation rétrospective combinant agrandissements de coupures de presse, un camion contenant un mur de téléviseurs diffusant des extraits de ses Apparitions télévisées, et une sculpture hyperéaliste en cire à taille réelle (réalisée par les ateliers au service du Musée Grévin) de l'artiste lui-même poussant un chariot de supermarché rempli de produits remboursables.
À cette même biennale, il offre également aux pays non représentés  à la Biennale la possibilité d'une participation nationale en échange de leur nationalité (Other Countries Pavilion/Citizenship Project, 2001).
Aussi en 2003, au Palais de Tokyo, pour l'exposition GNS (Global Navigation System), il cartographie les différentes modalités d'obtention des nationalités en contactant les ambassades et les représentations diplomatiques; avec des œuvres comme Help Me to Become a US Citizen! (2001) et Wanted: Financial Support to Acquire Citizenship (débuté en 1997) 
En 2004, son œuvre Apparition: The Today Show, NBC, 31 décembre 2004, (Guy Debord Is So Cool!) (2004) renégocie la critique des médias: lors de l'émission quotidienne matinale d'info et de divertissement Today Show sur NBC tournée en plein air au Rockefeller Plaza à New York, au milieu du public et des banderoles destinées à transmettre des messages personnels, Laurette fait apparaître pendant 59 secondes derrière les 2 présentateurs vedettes une pancarte rose portant l'inscription "Guy Debord Is So Cool!".
En 2006 il participe à l'exposition dédiée à la scène émergente française Notre histoire au Palais de Tokyo.
Selon Nicolas Bourriaud, Matthieu Laurette « utilise la société comme un catalogue de formes... il joue avec les formes économiques comme avec les lignes et les couleurs d'une peinture... » (PostProduction, 2002, p. 8).

## Projets (sélection)
- Apparitions (1993-en cours). L'un des premiers projets de Matthieu Laurette a été de participer à un grand nombre d'émissions, collectionnant les interventions à la télévision et dans les journaux, se transformant en spectateur professionnel. Débutée lors de sa participation au jeu télévisé Tournez manège sur TF1 où, interrogé par la présentatrice Evelyne Leclerc, il s'auto-déclare « artiste multimédia », cette série Apparitions lui a donné l'occasion de figurer dans La Grande Famille sur Canal+ (5 décembre 1994), Je passe à la télé sur France 3 (16 mai 1996), le Journal de 13 heures de France 2 et le Journal de 20 heures de France 2 (16 mai 1997).
- Money-back Products (Produits remboursés) (1991-2001) est un projet visant à vivre quasiment exclusivement remboursé, consistant à acheter uniquement des produits étiquetés « satisfait ou remboursé », et à se faire effectivement rembourser tout en ayant consommé. Matthieu Laurette parvient alors, pendant un certain temps, à se nourrir, se laver, se raser, et entretenir son habitat grâce à ces offres promotionnelles, et à faire parler de lui médiatiquement, en France et à l'étranger : en 1997 au Journal de 20h sur France 2 et en première page du quotidien Le Monde sous le titre Demain, on mange Gratis; en 1999, dans un article du Daily Express britannique intitulé The secret of free shopping ; en 2000, dans le Daily Record qui le prénomma le "Freebie King", le roi du gratuit.
- Citizenship Project (1997- en cours), projet dans le cadre duquel il enquête sur les conditions nécessaires à l’obtention légale d’un passeport dans divers pays à travers le monde, pour ensuite mettre à disposition l’ensemble de ces informations sur un site web.
- Produit par Consonni[6] à Bilbao, El Gran Trueque (Le grand troc) (2000) est un jeu télévisé diffusé sur la chaîne locale basque Canal Bizkaïa, basé sur le principe d'une vente aux enchères par téléphone. Matthieu Laurette donne aux téléspectateurs de Bilbao la possibilité de participer à une succession de trocs avec lui. L'échange débute avec une voiture neuve dont il s'est fait l'acquéreur grâce au budget d'exposition, et se clôture finalement sur la présentation d’un pack de six verres bleus. Le tout face à des caméras de télévision pour une émission hebdomadaire dont il est concepteur et coproducteur.
- Dans Déjà Vu (2000-en cours), il continue d'explorer la dynamique sociale du spectacle, de la célébrité et de sa relation à l’art. Au cours de ces events qui ont lieu pendant des vernissages, des sosies de stars comme Jennifer Aniston, Sean Connery, Salvador Dalí ou Angelina Jolie se mêlent à la foule des gens de l'art, des collectionneurs et des véritables célébrités.
- Pour The Louisiana Repo-Purchase (2003-2004), tourné et diffusé par la chaîne locale américaine New Orleans Access Television, la vidéo prend la forme d'une série de micro-trottoirs absurdes. Dans les rues de la Nouvelle-Orléans, une fausse journaliste demande aux passants de réagir à une information fictive, à savoir l'éventuelle révocation du Traité du Louisiana Purchase de 1803 légalisant la vente de la Louisiane aux États-Unis par la France — canular qui, en pleine guerre d’Irak, n’a pas manqué de susciter des déclarations patriotiques anti-françaises.
- Comment lancer une rumeur sur Internet

## Citations
« Je n'ai jamais décidé "Oh oui super, demain je vais travailler avec les médias et la télé ou avec le domaine légal!" Ils nous entourent, nous faisons partie de ça, donc il me semble clair que je dois travailler à partir d'eux. Je ne fais qu'essayer de trouver les meilleures façons de développer des activités qui, souvent, s'adressent à des publics différents. J'essaie de hacker ou de prendre en otage les contextes, les médias, les publics, les budgets etc, pour produire des ruptures. Les ruptures génèrent souvent leurs propres outils, que l'on peut, à son tour, s'approprier et utiliser. »

— Cristina Ricupero, « Entretien avec Jens Haaning, Matthieu Laurette, Aleksandra Mir », Guide de visite, Institute of Contemporary Art (Londres), janvier 2003.

« Ma première apparition, c'était à l'émission télévisée Tournez manège sur TF1, un jeu basé sur l'idée américaine de "Blind Date" ; deux équipes, l'une de trois hommes et l'autre de deux femmes (ou vice versa), étaient physiquement séparées par une cloison et devaient choisir un partenaire sans jamais le voir. (Cette séquence était en fait appelée «Choisissez-moi!"). Au début de l'émission, chaque participant se présentait lui-même en répondant aux questions de la présentatrice. Elle m'a demandé ce que je voulais faire plus tard dans la vie et je lui ai répondu: "artiste". Elle m'a ensuite demandé avec quel médium je voulais travailler... "la peinture, la sculpture?...", question à laquelle j'ai répondu "multimédia". Dans un contexte pareil, le mot était complètement énigmatique. Il n'avait probablement aucun sens pour le grand public. En 1993, ce mot était utilisé exclusivement dans le monde de l'art et pas encore avec les ordinateurs, les jeux vidéo, etc. Cet épisode fut mon acte de naissance artistique ! »

— Jérôme Sans, Guy Debord Is So Cool!, Matthieu Laurette interviewé par Jérôme Sans, Uovo (Milan), no 11 (juin 2006), p. 52-75.

## Expositions

### Personnelles
- 1996 : TF1[1]
- 1997 : club du capitaine Pip, Brétigny-sur-Orge[1]
- 2001 et 2002 : Jousse Entreprise, Paris[1]
- 2009 : galerie Gaudel de Stampa, Paris[7]

### Collectives
- 1997 : parc de la Villette, Paris[1]
- 2001 :  Galerie du Bellay, Rouen[8]

### Galeries
- La Central[9] à Bogotá (Colombie)
- Deweer Art Gallery[10] à Otegem (Belgique)